# Єфімов Микола Сергійович
Микола Сергійович Єфімов(1890—1938) — ієрей, священномученик, місцевошанований святий Української Православної Церкви (Московського патріархату).

## Біографія
Народився 3 лютого 1890 року в селі Верхній Салтів Харківської губернії. Висвячений у 1923 році. Служив у селі Тернова Чугуївського району Харківської області. 25 грудня 1937 року заарештований і засуджений до смертної кари. Розстріляний 16 січня 1938 року у Харкові.

## Канонізація
22 червня 1993 року Ухвалою Священного Синоду Української Православної Церкви прийнято рішення про місцеву канонізацію подвижника в Харківській єпархії, в Соборі новомучеників і сповідників Слобідського краю (день пам'яті — 19 травня (1 червня)).
Чин прославлення подвижника відбувся під час візиту в Харків 3-4 липня 1993 року Предстоятеля Української Православної Церкви Московського патріархату Блаженнішого Митрополита Київського і всієї України Володимира, в кафедральному Благовіщенському соборі міста.